# Stadion OSiR-u we Włocławku
Stadion OSiR-u – wielofunkcyjny stadion we Włocławku, w Polsce. Może pomieścić 4980 miejsc siedzących. Swoje spotkania rozgrywają na nim piłkarze klubu Włocłavia Włocławek oraz Lider Włocławek.

## Historia

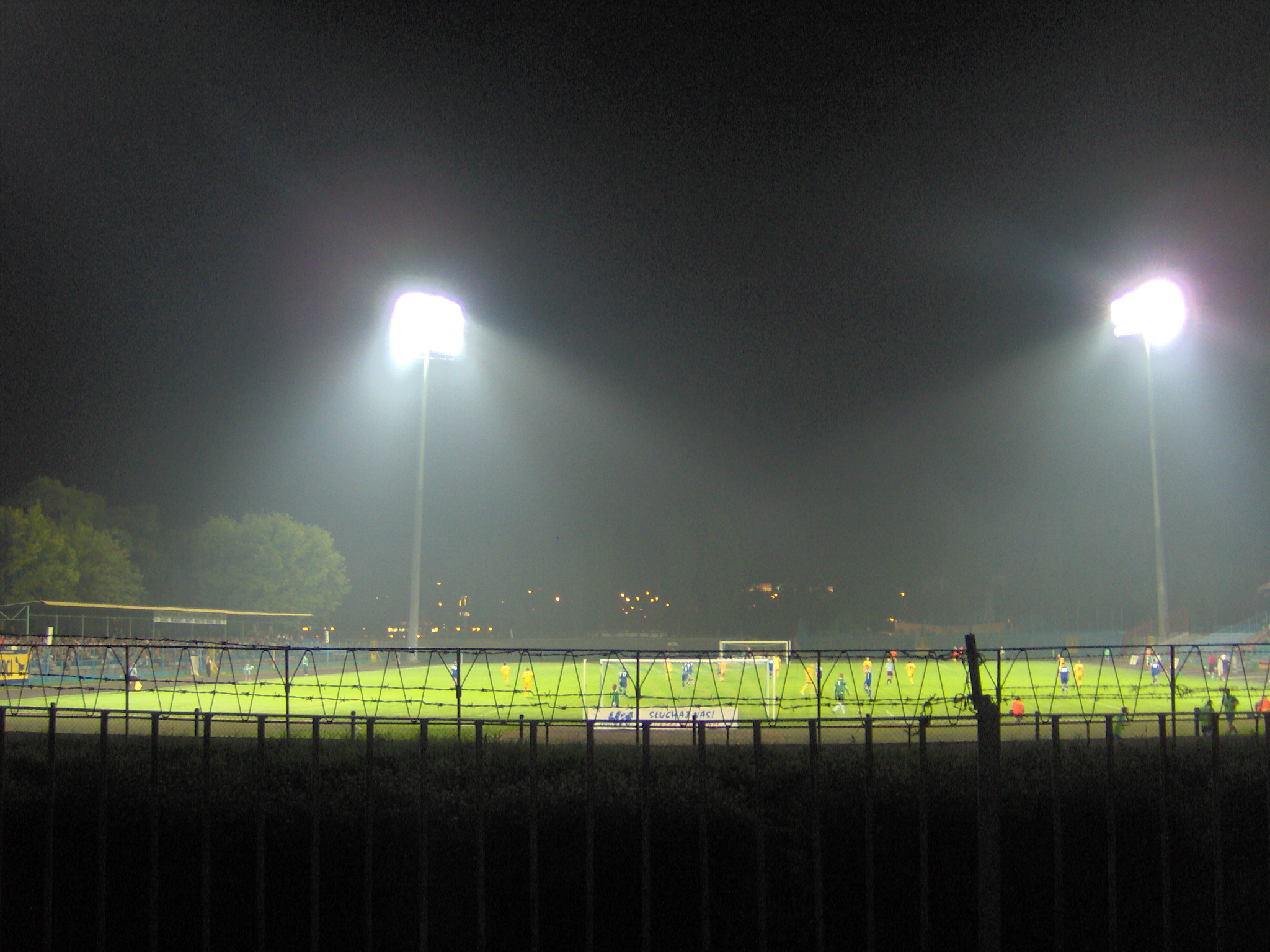
Stadion w 2007 roku przed modernizacją

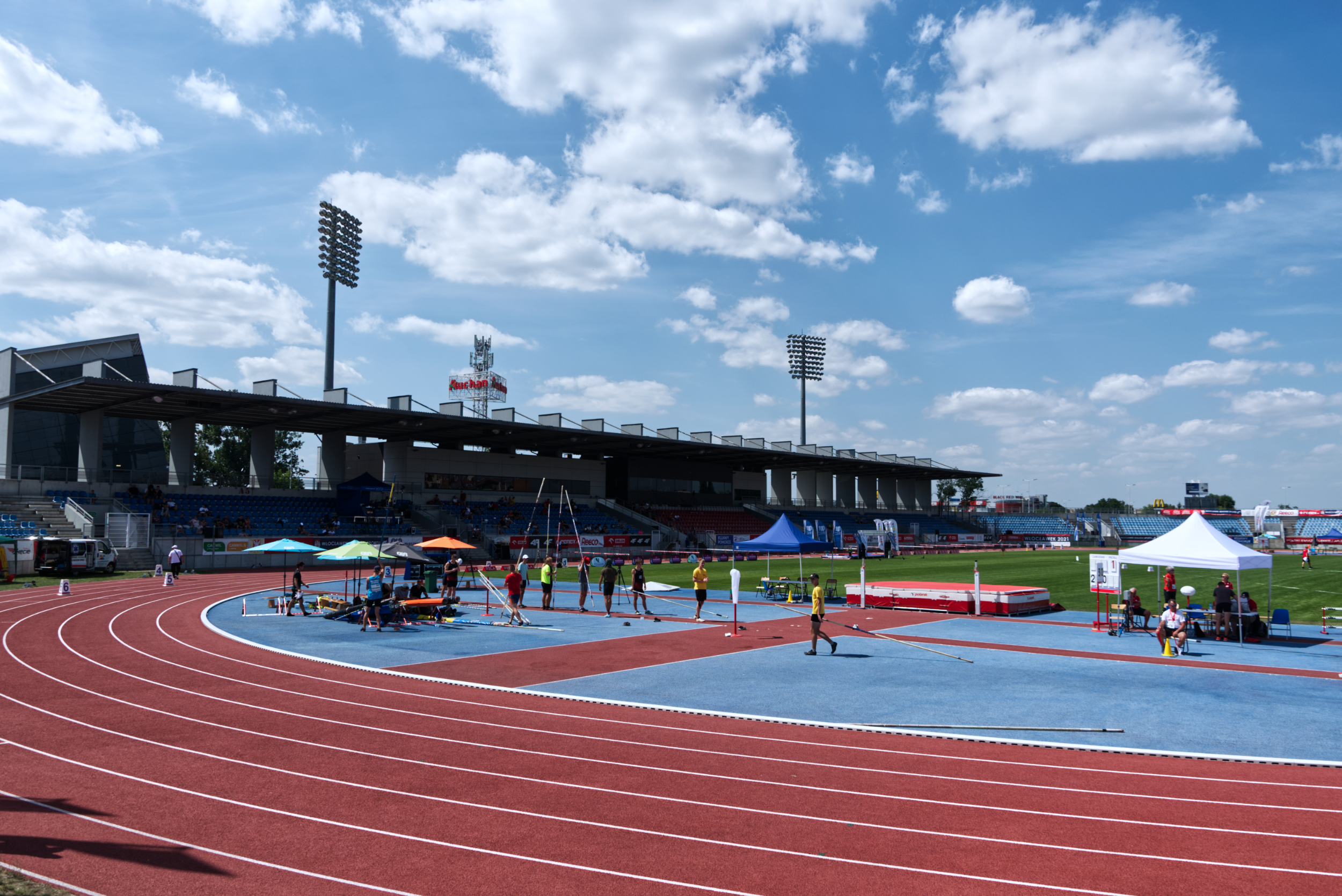
Stadion po modernizacji w 2021

Stadion w przeszłości gościł występy piłkarzy klubu Kujawiak Włocławek. Drużyna ta w sezonie 2004/2005 oraz rundzie jesiennej sezonu 2005/2006 występowała w II lidze. Na początku 2006 roku Kujawiak zmienił nazwę na Zawisza Bydgoszcz SA i przeniósł się do Bydgoszczy, rolę pierwszego zespołu Kujawiaka przejęła natomiast drużyna rezerw tej drużyny. W marcu 2009 roku klub ten został ostatecznie rozwiązany. W latach 2011–2014 przeprowadzono gruntowną modernizację obiektu. Inwestycja kosztowała 34 mln zł (w tym 10 mln z Ministerstwa Sportu).  Obecnie występują na nim piłkarze klubu Włocłavia Włocławek.
- 24 lipca 1991 roku na stadionie rozegrano mecz o Superpuchar Polski pomiędzy GKS-em Katowice a Zagłębiem Lubin (1:1, k. 3:2)[8]. Po raz pierwszy w historii Superpucharu Polski o zwycięstwie zadecydowała seria rzutów karnych[9].

Stadion na przestrzeni lat gościł rozliczne imprezy piłkarskie, w tym wiele meczów reprezentacji młodzieżowych i kobiecych. 12 października 2007 roku odbył się mecz reprezentacji Polski do lat 21 z rówieśnikami z Hiszpanii (0:2). 17 września 2014 roku, po zakończonej przebudowie, na stadionie odbył się mecz reprezentacji Polski kobiet z Bośnią i Hercegowiną (3:1). Do pozostałych wartych odnotowania meczów należą: Polska – Niemcy U20 (7 września 2015; 2:1); Polska – Białoruś U21 (26 marca 2016; 3:0) oraz Włocłavia Włocławek – Piast Gliwice (21 września 2021; 0:2; Puchar Polski).   
W dniach 28–30 sierpnia 2020 roku na obiekcie odbyły się 96. Mistrzostwa Polski w lekkoatletyce.